# Fiamuri Arbërit
Fiamuri Arbërit hay Flamuri i Arbërit (tiếng Anh: Flag of Albania) là một tạp chí tiếng Albania được xuất bản từ năm 1883 đến năm 1887 bởi Jeronim de Rada, một trong những nhân vật tiêu biểu nhất của nền văn hóa Albania thế kỷ 19.

## Lịch sử
Số đầu tiên của Fiamuri Arbërit được xuất bản vào ngày 20 tháng 7 năm 1883 tại Cosenza, Ý bởi Jeronim de Rada, một trong những nhân vật hàng đầu của văn học Albania thế kỷ 19. Ban đầu tạp chí chỉ được xuất bản bằng tiếng Albanian bằng bảng chữ cái gốc Latinh do de Rada phát minh, nhưng sau đó các bản dịch sang tiếng Ý cũng được phân phối. Tạp chí, với các chủ đề liên quan đến văn học, chính trị, lịch sử và văn hóa dân gian Albania nhanh chóng trở nên phổ biến đối với người Albania và được phát hành rộng rãi. Tạp chí đã bị kiểm duyệt ở Đế chế Ottoman và Vương quốc Hy Lạp.
Năm 1887, Anton Santori lần đầu tiên xuất bản các phần của vở kịch nổi tiếng nhất của mình là Emira ở Fiamuri Arbërit. Mặc dù tạp chí chính thức bị giải thể vào năm 1887, nó đã được thay thế bằng Arbri i Ri (tiếng Albania: The Young Albanian) do Zef Skiroi xuất bản, người sau này cũng xuất bản Flamur i Shqipërisë.